# 이상로 (고려)
이상로(李商老, 생몰년 미상)는 고려 시대 의술가 출신의 관료이다.

## 생애

### 주요 이력
본관은 수안(遂安). 호(號)는 총석(蔥析)이다.
그는 예종 임금 치세 초기 때 고려 내시부 중서사인(高麗 內侍府 中書舍人)을 지내다가 그만두고 관직에서 물러난 은퇴 관료 이중부(李仲孚)의 서자(庶子)로 서경에서 출생하여 지난날 한때 서해도 수안에서 잠시 유아기를 보낸 적이 있으며 일가족과 함께 개경으로 이주하였고 젊은 시절 방탕한 생활을 하던 차에 우연찮은 기회로써 이상한 중에게 의술을 배워, 의종 임금의 난치병을 완치한 공으로 음서 천거되었다.
그가 아직 10대 중반 시절이던 인종 임금 치세 시기에는, 그가 아직 출생하기 전에 잠시 고려국 내시부 중서사인(高麗國 內侍府 中書舍人)을 지냈었던 아버지 이축(李縮)이 묘청(妙淸)과 친하였으므로 고려 인종 치세이던 1135년 당시 묘청의 난이 일어나자 아버지와 함께 연좌되어 함께 청주(淸州)로 유배되었다가 석방되었고 그 후 30대 초반이 되어서는 술꾼들과 어울려 방탕한 생활을 하다가 이상한 중에게 의방(醫方)을 배워 36세를 전후한 시기를 기점으로 의업(醫業)에 종사하게 되었는데 그 후 양광도 남경을 거쳐 개경에 와서 등창을 앓던 높은 벼슬아치를 치료하더니 1168년 고려 의종(高麗 毅宗)이 아직 잘 낫지 않는 풍증에 걸렸을 때 불려가 침술로써 완치하여 그는 이 공으로 음서 천거를 받아 능백(綾帛)을 하사받고 내시부 양온서령(內侍府 良醞署令)에 임명되었고, 의종의 총애를 받아 얼마 후 내시부 낭관(內侍府 郎官)에 올랐다.
그 후 명종(明宗) 때인 1172년 태부소경(太府少卿)에 제수되었으나 승선(承宣) 직책에 있었던 고려 관료 송지인(宋知仁) 등이 남적(南賊) 석령사(石令史) 등과 내통하여 반란을 꾀하였다는 산업급제(算業及第) 직책에 있었던 고려 관료 팽지서(彭之緖) 등의 무고가 있자, 그도 이에 연루되어 유배되었다. 그 후 1179년에 석방되어 내시부 중경(內侍府 重卿) 직으로써 복직 보임되었는데, 1185년 11월, 아직도 학식이 없는 그가 중서문하성 예하 이부상서(中書門下省 隸下 吏部尙書) 직책에 임명되니, 식자(識者)들이 부적절한 인사 이동 조치 처분이라 비난하기도 하였다. 결국 그는 1186년 2월 내시부 예하 이부상서 직책을 사퇴하고 고려 관직을 은퇴하였다.